# Salomonische Fußballnationalmannschaft (U-20-Männer)
Die salomonische U-20-Fußballnationalmannschaft ist eine Auswahlmannschaft salomonischer Fußballspieler, welche der Solomon Islands Football Federation unterliegt.

## Geschichte
Die U-20-Nationalmannschaft der Salomonen nahm bereits acht Mal an der U-20-Ozeanienmeisterschaft teil. Ihre bisher größten Erfolge waren die beiden zweiten Plätze im Jahr 2005 und 2011.

## Teilnahme an U-20-Ozeanienmeisterschaften
(2014: U-19-Ozeanienmeisterschaft)
| 1974   | nicht teilgenommen |
| 1978   | nicht teilgenommen |
| 1980   | nicht teilgenommen |
| 1982   | nicht teilgenommen |
| 1985   | nicht teilgenommen |
| 1986   | nicht teilgenommen |
| 1988   | nicht teilgenommen |
| 1990   | nicht teilgenommen |
| 1992   | nicht teilgenommen |
| 1994   | 3. Platz           |
| 1997   | nicht teilgenommen |
| 1998   | 4. Platz           |
| & 2001 | Vorrunde           |
| & 2002 | nicht teilgenommen |
| 2005   | 2. Platz           |
| 2007   | 3. Platz           |
| 2008   | nicht teilgenommen |
| 2011   | 2. Platz           |
| 2013   | nicht teilgenommen |
| 2014   | 4. Platz           |
| & 2016 | Halbfinale         |
| & 2018 | 4. Platz           |
| 2022   | Viertelfinale      |
| & 2024 | 3. Platz           |

## Aktueller Kader
Die folgenden Spieler wurde für die U-20-Fußball-Ozeanienmeisterschaft 2016 vom 3. bis zum 17. September 2016 nominiert.
Stand der Spiele und Toren nach dem Spiel am 13. September 2016 gegen Vanuatu.
| Nr. | Pos. | Spieler           | Einsätze | Tore | Verein           |
| --- | ---- | ----------------- | -------- | ---- | ---------------- |
| 1   | TW   | Desmond Tutu      | 4        | 0    |                  |
| 12  | TW   | Harold Nauania    | 1        | 0    |                  |
| 2   | AB   | Sedrick Doliasi   | 4        | 0    |                  |
| 3   | AB   | Joe Gise          | 4        | 1    |                  |
| 4   | AB   | Richard Raramo () | 4        | 1    | Marist           |
| 5   | AB   | Kisina Silas      | 4        | 0    | Kossa            |
| 6   | AB   | Steven Toleyi     | 4        | 0    |                  |
| 13  | AB   | Ian Kalu          | 0        | 0    | Hana             |
| 20  | AB   | John Dauta        | 0        | 0    |                  |
| 7   | MF   | David Filia       | 4        | 0    | Malaita Kingz    |
| 8   | MF   | Molis Gagame      | 2        | 0    | Solomon Warriors |
| 10  | MF   | Albert Witney     | 4        | 3    | Solomon Warriors |
| 14  | MF   | Darold Wane       | 0        | 0    |                  |
| 15  | MF   | Sandrack Tui      | 0        | 0    |                  |
| 19  | MF   | Larry Zama        | 4        | 0    | Kossa            |
| 9   | ST   | Jabeth Solomon    | 4        | 0    | Western United   |
| 11  | ST   | Adrian Rickson    | 4        | 0    | Real Kakamora    |
| 16  | ST   | Augustine Waita   | 4        | 1    | Koloale          |
| 17  | ST   | Israel Tatai      | 2        | 0    | Kossa            |
| 18  | ST   | Alvin Ray         | 2        | 0    | Marist           |

## Trainerteam
| Position        |                   |
| --------------- | ----------------- |
| Trainer         | Jerry Allen       |
| Co-Trainer      | Eddie Rukumana    |
| Teammanager     | Leonard Paia      |
| Physiotherapeut | Michael Lalagogno |

### Ehemalige Trainer
- Noel Wgapu (2010–2012)
- Commins Menapi (2013–2015)
- Pedro Mateo (2015–)